# Oyem
Oyem ist die Hauptstadt der Provinz Woleu-Ntem sowie zugleich auch Hauptstadt des dazugehörigen Departements Woleu im Norden Gabuns. Mit rund 60.685 Einwohnern (2013) ist sie zugleich fünftgrößte Stadt des Landes. Sie liegt auf einem Plateau in etwa 900 Metern Höhe gut 30 Kilometer östlich von der Grenze zu Äquatorialguinea und knapp 80 Kilometer südlich von der Grenze zu Kamerun entfernt. Die Stadt besitzt ein Krankenhaus, einen Markt und einen Flughafen. Wichtigster Wirtschaftsfaktor ist die Landwirtschaft.

## Geschichte
Von Oktober 1912 bis zum Ersten Weltkrieg war der Ort unter der Bezeichnung Ojem Standort der 10. Kompanie der Kaiserlichen Schutztruppe für Kamerun und Sitz des deutschen Bezirks Wolö-Ntem.
Oyem war einer von vier Spielorten der Fußball-Afrikameisterschaft 2017 in Gabun.

## Religion
Oyem ist Sitz des Bistums Oyem.

## Söhne und Töchter der Stadt
- Daniel Ona Ondo (* 1945), Politiker (PDG)
- Justine Mintsa (* 1949), Autorin
- Raymond Ndong Sima (* 1955), Premierminister Gabuns 2012–2014
- Guélor Kanga (* 1990), Fußballspieler
- Tanguy Mebiame (* 1993), Fußballschiedsrichter